# Yucca tenuistyla
Yucca tenuistyla är en sparrisväxtart som beskrevs av William Trelease. Yucca tenuistyla ingår i släktet palmliljor, och familjen sparrisväxter. Inga underarter finns listade i Catalogue of Life.

## Bildgalleri

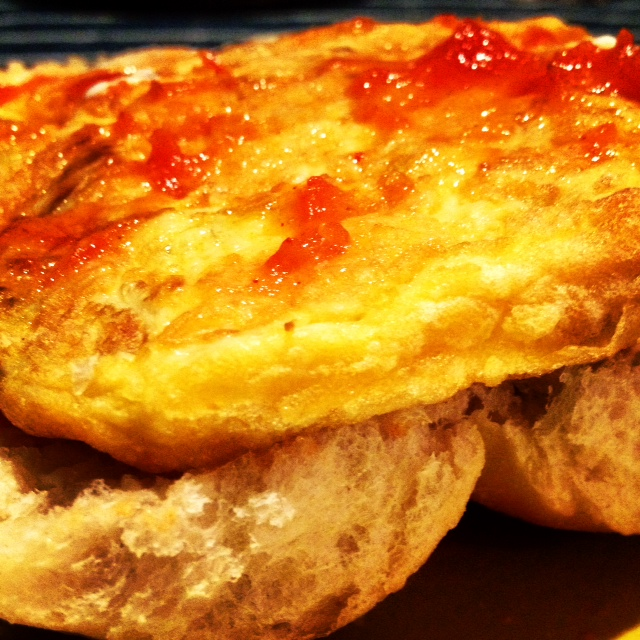
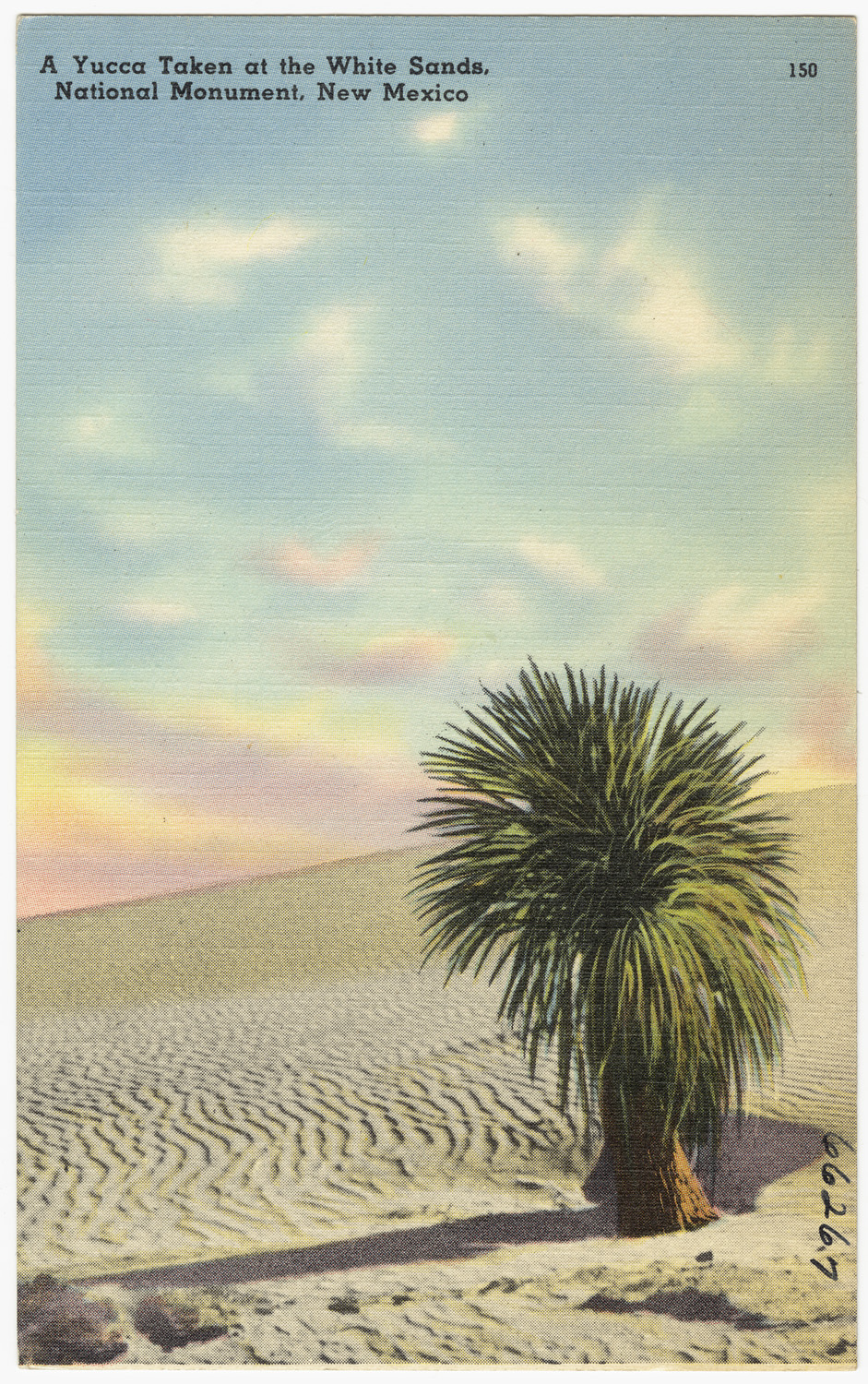
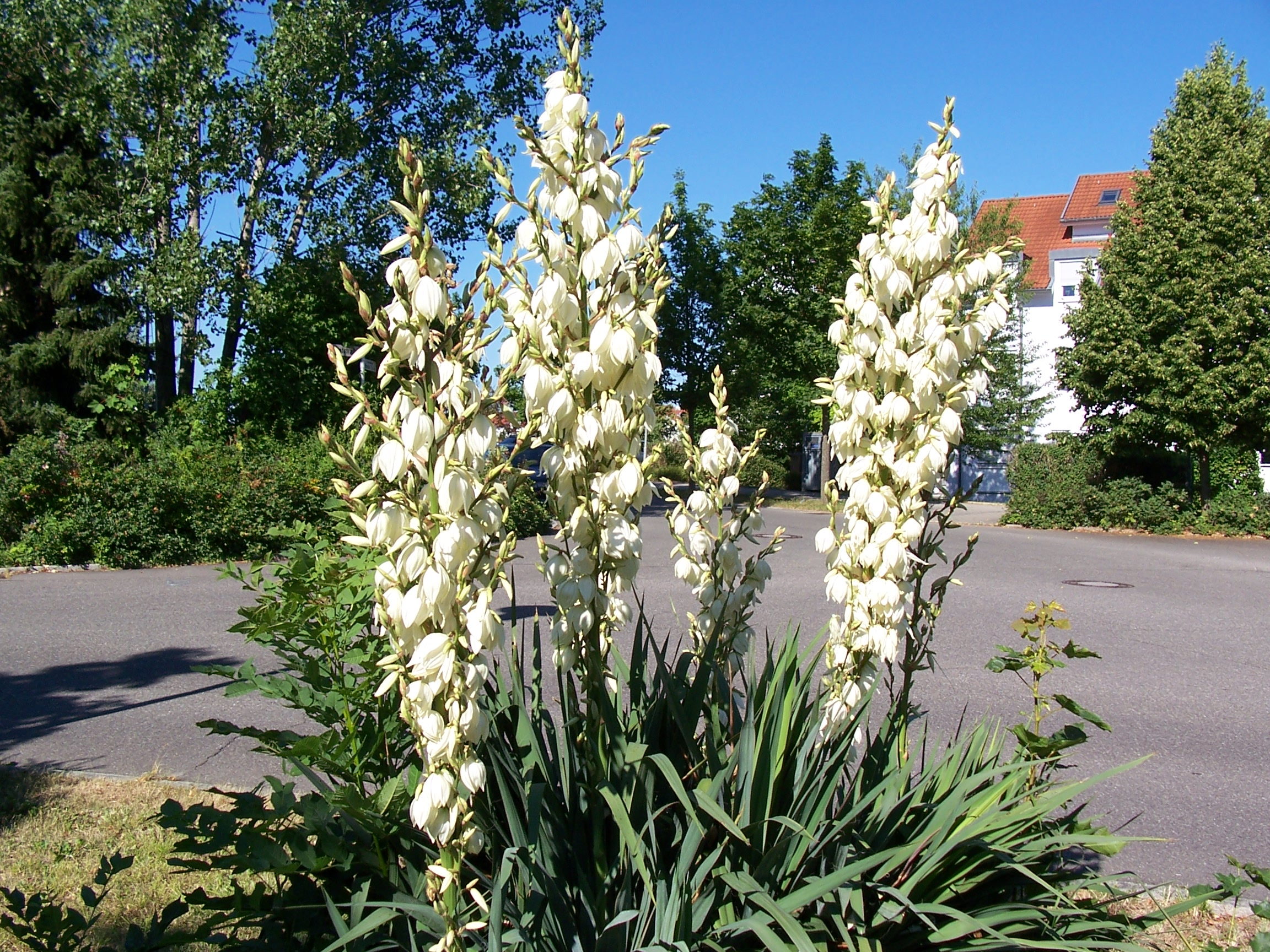
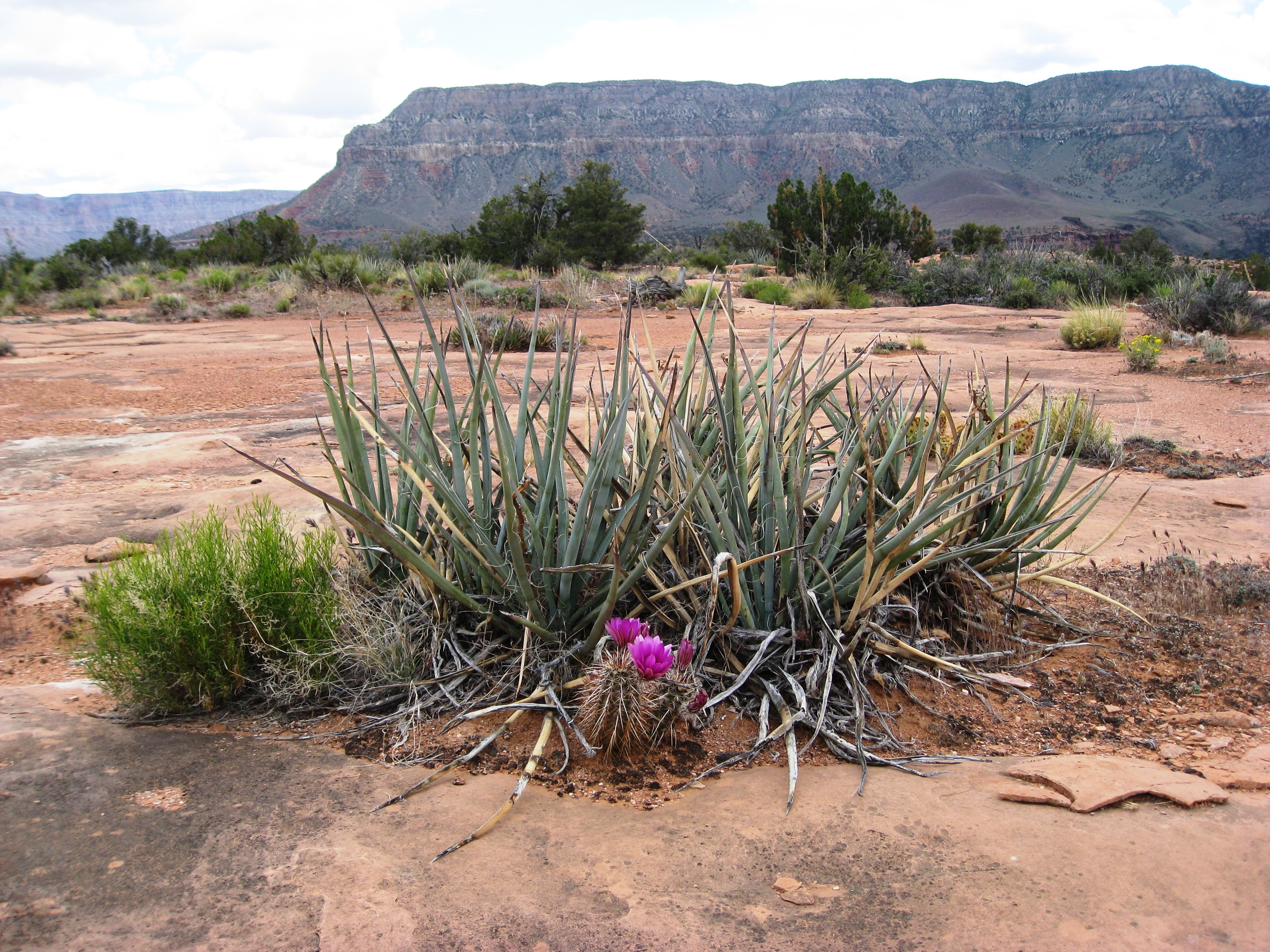